# Sigit
Sigit is een bestuurslaag in het regentschap Sragen van de provincie Midden-Java, Indonesië. Sigit telt 2842 inwoners (volkstelling 2010).